# Emanuelle Tropical
Emanuelle Tropical é um filme brasileiro de 1977, com direção de J. Marreco.

## Elenco
- Monique Lafond ...Emanuelle
- Selma Egrei ...Mary Claire
- Tânia Alves ...Sra. Gerald
- Matilde Mastrangi ...Lúcia
- Luiz Parreiras ...Lívio
- Sérgio de Oliveira ...Franco
- Walter Prado ...Ivan Mark
- Marcos Wainberg ...Victor
- Benedito Corsi ...Sr. Gerald

## Ficha técnica
- Paulo Gaspar Gregório.... produtor executivo
- Vítor Lopes.... produtor
- Beto Strada.... música original
- J. Marreco.... diretor de fotografia
- Milton Bolinha.... montagem
- Rossana Neves.... figurinos
- Darcy Silva.... assistente do diretor